# Cabeço de Cima
O Cabeço de Cima é uma elevação portuguesa localizada no concelho da Madalena, ilha do Pico, arquipélago dos Açores.
Este acidente geológico de origem vulcânica tem o seu ponto mais elevado a 226 metros de altitude acima do nível do mar, teve uma erupções em tempos históricos, ocorria em 1720.
Encontra-se nas proximidades da localidade do Monte,  do Canto e das elevações do Cabeço de Rodrigues Enes e do Cabeço do Manuel João.